# 玛德琳·薇欧奈
玛德琳·薇欧奈（法語：Madeleine Vionnet，1876年6月22日—1975年3月2日），法國時裝設計師、企業家，被誉为“斜裁大师”，和可可·香奈兒（Coco Chanel）、艾尔莎·夏帕瑞丽（Elsa Schiaparelli）齐名，是风靡于二十世纪 20、30年代的三大时装设计师之一。

## 早期生活
1876年6月22日，玛德琳·薇欧奈出生在法国中北部卢瓦雷省Chilleurs-aux-Bois区一个贫寒的家庭，3岁时母亲去世，11岁开始在巴黎东北部奥伯维雅（Aubervilliers）的裁缝铺做学徒。

## 生平

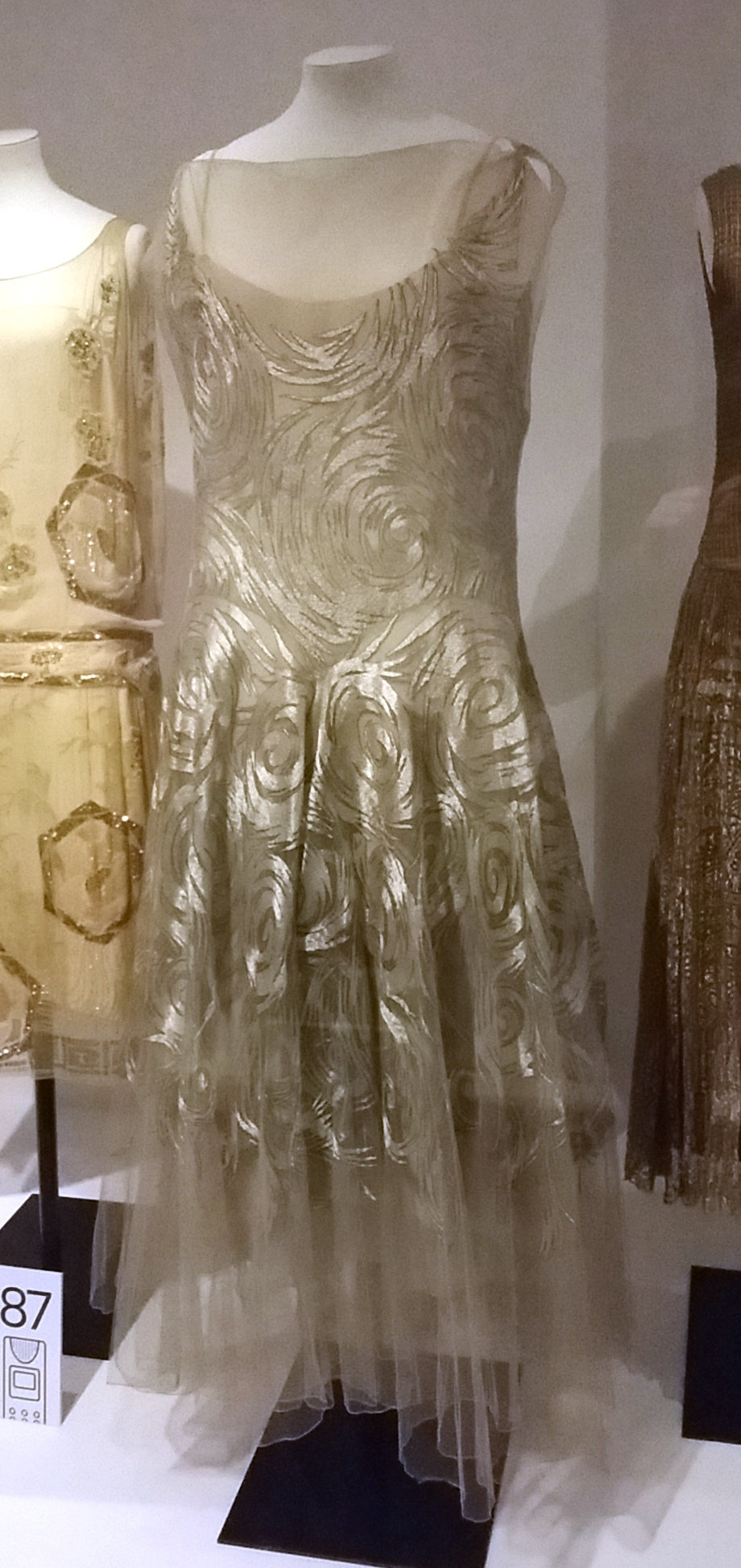
绣花丝绸

1893年，18岁的玛德琳·薇欧奈经历了一段短暂的婚姻（生下的孩子在不久后夭折），随后她前往伦敦Kate Reilly的时装屋任职。1900年她回到巴黎，在当时著名的Callot Soeurs (卡洛姊妹) 时装屋工作。此时的玛德琳·薇欧奈经过之前几年工作经验的积累，已开始对服装设计进行新构思，她受Isadora Duncan现代舞的影响，从古希腊、古罗马和中世纪美术作品中寻找灵感，在那些画作里，衣服自由地浮动在身体周围，而非扭曲和固定模型的。于是她舍弃当时女装设计中利用硬骨衬的高领和紧身胸衣的造型，转而追求自如的服装外部轮廓，并经常用素色棉布进行练习。1907年她进入著名的Jacques Doucet公司工作。这段时期她开始使用人体模型设计长裙，曾推出了一个作品系列——模特光脚，不穿束衣，服装外形突出了人体曲线，大受好评。
1912年，玛德琳·薇欧奈的一个客户Germaine Lilas (即巴黎著名的百货商店市政廳巴扎（Bazar de l'Htel de Ville）老板Henri's Lillas的女儿) 提供部分资金资助她在Rivoli街222号开设自己的时装屋——“VIONNET”。
1914年，一战爆发时，玛德琳·薇欧关闭时装屋，前往罗马。
1919年，时装屋在战后重开业，阿根廷人Martinez de Hoz先生与Lillas合伙成为时装屋的主要股东。同时，未来派艺术家Thayaht设计了VIONNET的标志，随后为时装屋设计纺织品，衣服和珠宝等作品。
1920年，玛德琳·薇欧奈首创“斜裁”法 (Bias Cut)，引起时尚界轰动。斜裁法是采用45°对角裁剪的方式，最大限度地发掘面料的伸缩性和柔韧性，更适合人体运动。并利用其自然垂坠使衣服仿佛身体的第二层肌肤般服帖轻盈，勾勒出女性曼妙的体态。而在此之前，所有时装都是直向的裁法缝制。
1922年，VIONNET时装屋改名为VIONNET & CIE公司，当时Galeries Lafayette公司的老板泰奥菲勒·贝德尔 (Théophile Bader) 成为公司的最大股东。同年，玛德琳·薇欧奈 举行服装发布会，令同行们惊讶的不仅仅是她的斜裁法和巧妙的缝制搭配，最叫人惊叹不已的是，她的服装不用任何钮扣、别针或其他系缚物，仅仅利用斜纹之伸张力，即能轻易地穿上脱下。她的设计自然、漂亮、贴合人体，令人称奇，在她之前还没有过如此动人地表现人体曲线的服装！
1923年4月15日，玛德琳·薇欧奈的新店面在蒙田大道（Avenue Montaigne）50号开幕，店内拥有一个大而宽敞的服装展销沙龙，公司内成立了反抄袭协会。玛德琳·薇欧奈引入指纹鉴定，生产的每一件衣服都有一个包含 Vionnet独特署名标志和她右手拇指印记的标签。
在20世纪20年代中期，公司与纽约的进口商进行销售合作，VIONNET时装打入美国市场，成为第一个把高级时装销售到美国的法国品牌。1924年2月，VIONNET纽约沙龙在Hickson开幕，发布一系列独家设计收藏礼服，同时VIONNET & CIE公司与第五大道的零售商店Hickson Inc希克森公司签署一项独家销售协议。建筑设计师拉克鲁瓦叶利钦被任命为时装屋的艺术总监，从1924年至1937年期间，他设计了家具、标识、印花纺织品、手袋、配饰等作品，并参与了VIONNET后来的香水计划。

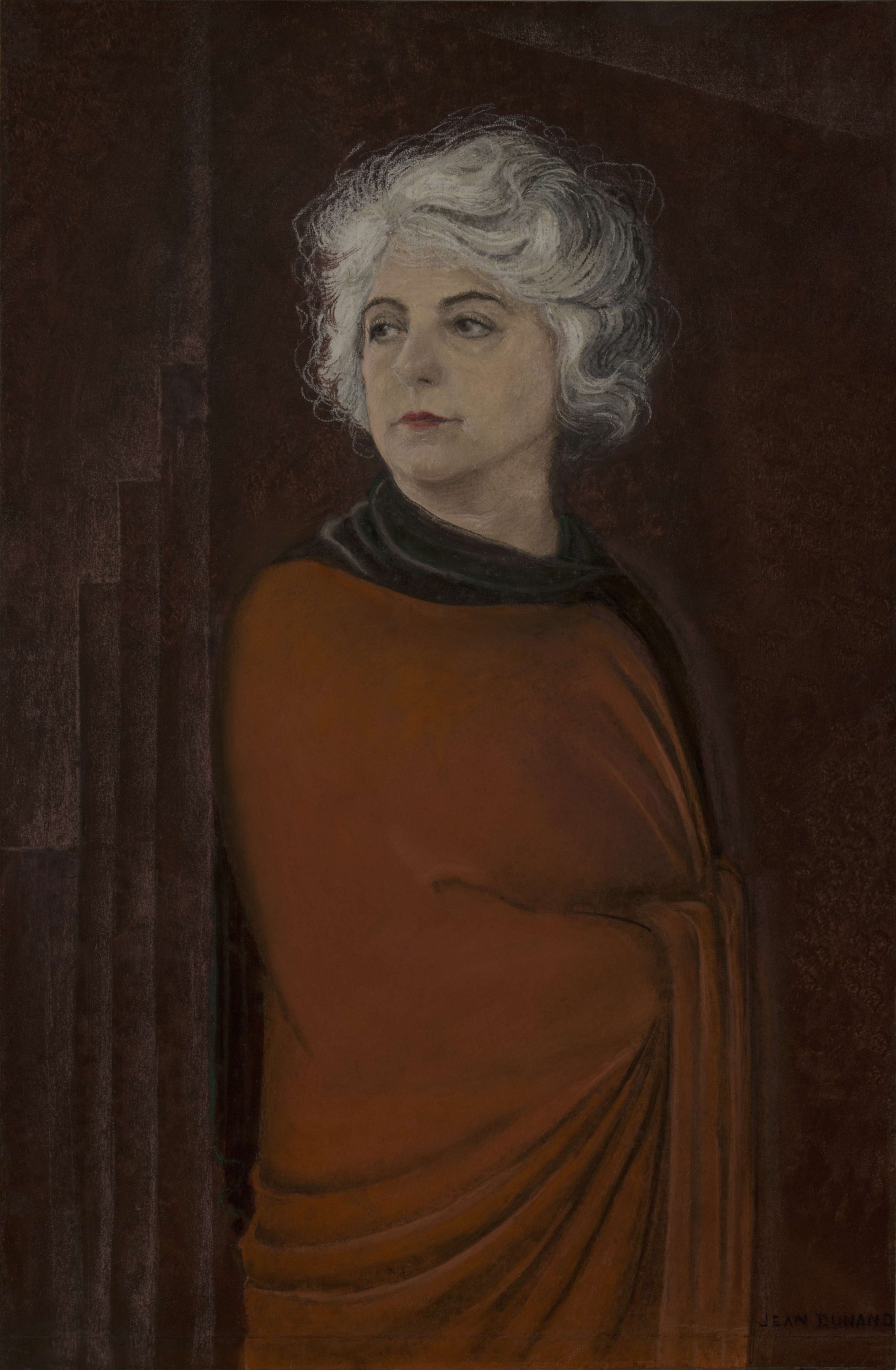
玛德琳·薇欧奈

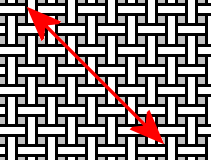
织物的偏斜度与经纱和纬纱都在45度

1925年VIONNET&CIE公司在美国开设子公司——Madeleine Vionnet公司，位于纽约第五大道661号，主要销售“One-size-fits-all”未收边的服装，可调整尺寸以适合不同顾客，此时公司也生产成衣供美国市场批量销售，他们是第一家在美国开设分公司的法国高级时装公司。同年，玛德琳·薇欧奈与Dmitri Netchvolodov结婚（二人后来在1955年离婚），并推出了她的第一款香水——“Temptation”（0），之后几款命名为A、B、C、D。
1927年，玛德琳·薇欧奈用绉纱制成低领套头衫，颇受欢迎，被称“维奥内上衣”。
1930年，玛德琳·薇欧奈已经成为高级时尚的领导者，设计的迷人斜裁礼服被当时欧洲上流社会贵族和好莱坞明星玛琳·黛德丽（Marlene Dietrich）、凯瑟琳·赫本（Katherine Hepburn）和葛丽泰·嘉宝（Greta Garbo）等人所穿着。
1932年，VIONNET & CIE公司随着规模不断扩大，雇佣的工人达到1200个，并配有保健和培训等服务。
1939年，63岁的玛德琳·薇欧奈关闭了自己的设计沙龙。从此，她深居简出，偶尔出席时装发布会和会见朋友。但她始终得到时装界人士的崇敬，她的高超技艺无人匹敌，尤其是她对服装结构与人体的理解，达到了炉火纯青的地步，正如她说的，“就我而言，服装就是‘肉体’，而不是其他。”
1975年3月2日，玛德琳·薇欧奈溘然长逝，终年九十八岁。

## 时装理念

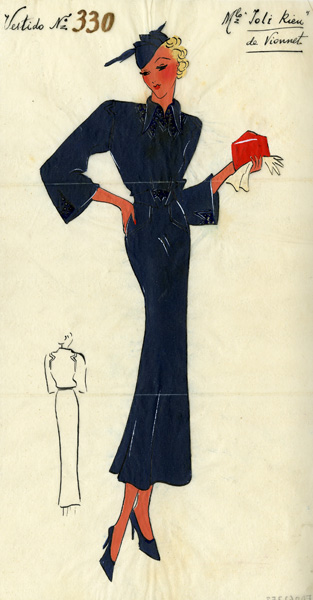
薇歐奈設計的連衣裙

玛德琳·薇欧奈认为“当一个女人微笑时，她的裙子也会笑”，所以她设计的衣服最大限度地适合自然人体曲线，去掉多余的装饰，使人穿着舒适。Vionnet不画草图，每次设计新作时，她总是先在按比例缩小的人体模型上用布料反复裁剪、缠绕、打褶，做出服装雏形后，再用雪纺或者丝绸以真人尺寸重做一次。因为斜裁要用门幅更宽的面料，她总是订购比需要的还要宽两码的布料，以便做出足够丰满的皱褶。她喜欢用那些透明而硬挺的面料，如双绉，华达呢和缎子等，这在当时女装设计中都是不常用的面料。尤其是双绉，一直以来都只用作内衣料，玛德琳·薇欧奈首次将其作为外衣料使用，在当时的确是大胆的尝试。
玛德琳·薇欧奈的革命性不仅体现在设计方面；她还与时尚界的抄袭之风斗争，成立反剽窃协会；并为雇佣的工人提供带薪假期、餐厅、保健医生等福利，这在那个年代实在不多见。
玛德琳·薇欧奈是一个谜，身为时尚的创造者，赋予了服装新的含义。而她本人却对时尚很反感，认为时尚善变且难以捉摸，而如昙花一现般的肤浅流行常常冒犯她对美丽的判断力。她选择了一种极度私人的生活，避免世俗的轻佻和上流社会追求玩乐的生活方式，她并不享受作为时装设计师的时刻，而是忠实于自己女性美的理想。

## 延伸阅读
- Madeleine Vionnet, Pamela Golbin, Patrick Gries, Rizzoli, 2009
- Madeleine Vionnet, Créatrice de Mode, Sophie Dalloz-Ramaux, Editions Cabedita, 2006
- Madeleine Vionnet, 3d Edition, Betty Kirke, Chronicle Books Editions, 2005
- Vionnet – Keizerin van de Mod, Exhibition Catalogue, 1999
- Madeleine Vionnet, 2d Edition, Betty Kirke, Chronicle Books Editions, 1998
- Vionnet, Fashion memoir series, Lydia Kamitsis, Thames & Hudson Editions, 1996
- Vionnet, Collection Mémoire de la Mode, Lydia Kamitsis, Editions Assouline, 1996
- L’Esprit Vionnet, Jéromine Savignon, Publication de l'Association pour l'Université de la Mode, 1994
- Madeleine Vionnet, Les Années d’Innovation, 1919–1939, Exhibition Catalogue, Publication du Musée des Tissus et des Arts décoratifs de Lyon, 1994
- Madeleine Vionnet, 1876-1975 : L’Art de la Couture, Catalogue d’Exposition, Publication du Musée de la Mode de Marseille, 1991
- Madeleine Vionnet, 1st Edition, Betty Kirke, Kyuryudo Art Publishing Editions, 1991
- Madeleine Vionnet, Jacqueline Demornex, Rizzoli Editions, 1991
- Madeleine Vionnet, Jacqueline Demornex, Editions du Regard, 1990
- La Chair de la Robe, Madeleine Chapsal, Editions Fayard, 1989
- Madeleine Vionnet in What Am I Doing Here?, Bruce Chatwin, 1988
- Madeleine Vionnet, ma mère et moi : L'éblouissement de la haute couture, Madeleine Chapsal, Editions Michel Lafon 2010